# Водное поло на чемпионате мира по водным видам спорта 2015
Соревнования по Водному поло на Чемпионате мира по водным видам спорта 2015 прошли с 26 июля по 8 августа 2015 года в Казани, Россия.

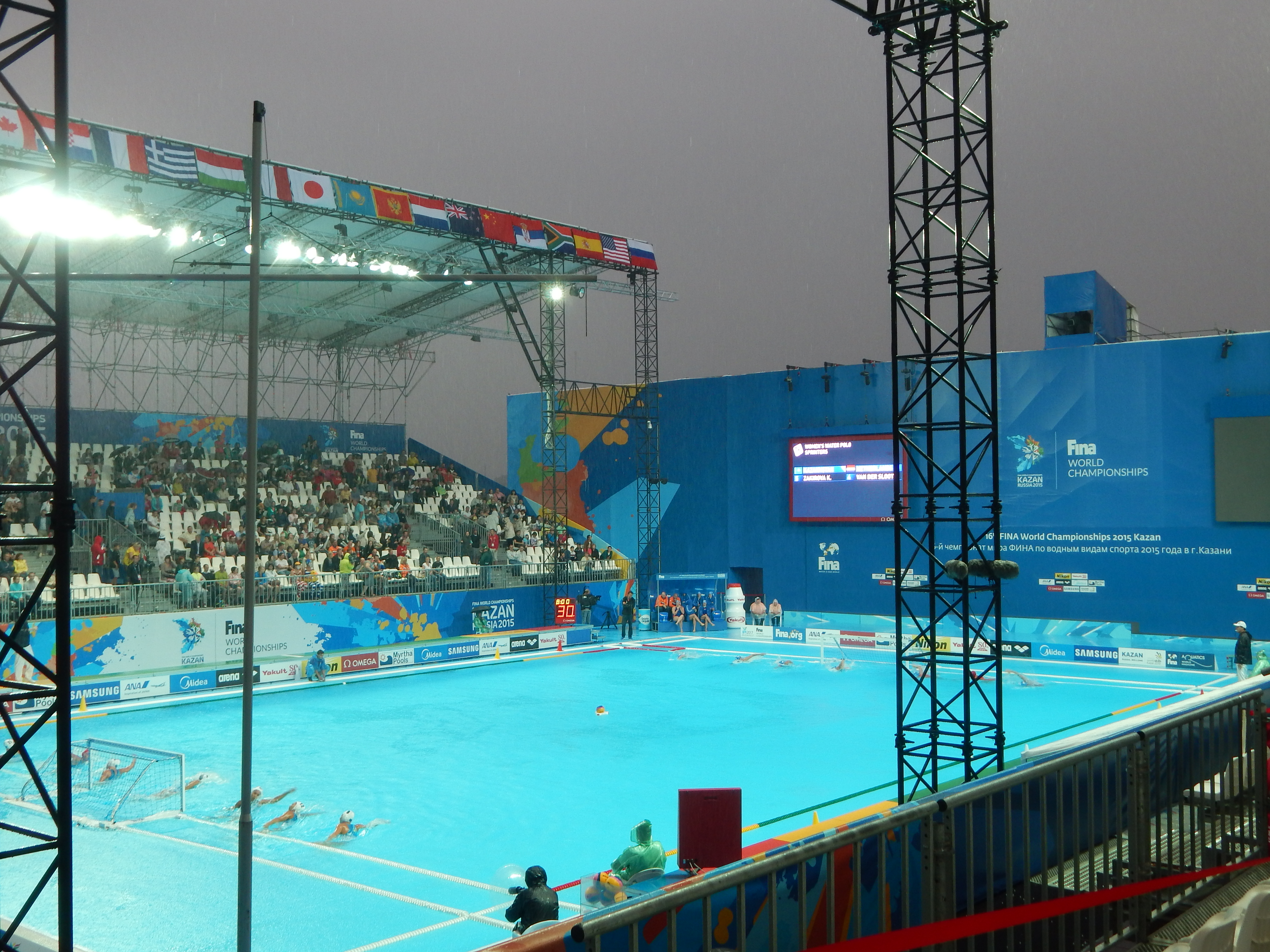
Открытая арена для водного поло

Соревнования проходили на имеющей трибуны для зрителей временной открытой арене между Дворцом водных видов спорта и стадионом Казань Арена.

## Расписание соревнований
Проходили два соревнования среди мужчин и женщин.
Все соревнования указаны с учётом местного времени страны и её часового пояса. (UTC+3).
| Дата           | Время | Стадия                              |
| -------------- | ----- | ----------------------------------- |
| 26 июля 2015   | 08:30 | Групповой раунд                     |
| 27 июля 2015   | 08:30 | Групповой раунд                     |
| 28 июля 2015   | 08:30 | Групповой раунд                     |
| 29 июля 2015   | 08:30 | Групповой раунд                     |
| 30 июля 2015   | 08:30 | Групповой раунд                     |
| 31 июля 2015   | 08:30 | Групповой раунд                     |
| 1 августа 2015 | 10:50 | Плей-офф/Дополнительные матчи       |
| 2 августа 2015 | 10:50 | Плей-офф/Дополнительные матчи       |
| 3 августа 2015 | 08:30 | Четвертьфиналы/Дополнительные матчи |
| 4 августа 2015 | 08:30 | Четвертьфиналы/Дополнительные матчи |
| 5 августа 2015 | 10:50 | Полуфиналы/Дополнительные матчи     |
| 6 августа 2015 | 10:50 | Полуфиналы/Дополнительные матчи     |
| 7 августа 2015 | 14:00 | Женский финал                       |
| 8 августа 2015 | 14:00 | Мужской финал                       |

## Медальный зачёт
| Команда | Золото | Серебро | Бронза |
| ------- | --- | --- | ------ |
| Мужчины | Сербия Гойко Пиетлович Душан Мандич Живко Гоцич Сава Ранджелович Милош Чук Душко Пиетлович Слободан Никич Милан Алексич Никола Якшич Филип Филипович Андрия Прлаинович Стефан Митрович Бранислав Митрович | Хорватия Йосип Павич Дамир Бурич Антонио Петкович Лука Лончар Маро Йокович Лука Букич Петар Муслим Андро Бушлье Сандро Сукно Фран Пашквалин Анджело Шетка Пауло Обрадович Марко Бияч | Греция |
| Женщины | США | Нидерланды | Италия |